# Mount Morkill
Mount Morkill är ett berg i Kanada.   Det ligger i provinsen Alberta, i den centrala delen av landet, 3 300 km väster om huvudstaden Ottawa. Toppen på Mount Morkill är 2 267 meter över havet, eller 442 meter över den omgivande terrängen. Bredden vid basen är 6,2 km.
Terrängen runt Mount Morkill är huvudsakligen kuperad. Trakten runt Mount Morkill är nära nog obefolkad, med mindre än två invånare per kvadratkilometer.. Det finns inga samhällen i närheten. 
I omgivningarna runt Mount Morkill växer i huvudsak barrskog.